# 1622
Реформація •  Епоха великих географічних відкриттів •  Ганза •  Нідерландська революція •  Річ Посполита •  Запорозька Січ

## Геополітична ситуація
Османську імперію очолює Мустафа I (до 1623). Під владою османського султана перебувають Близький Схід та Єгипет, Середземноморське узбережжя Північної Африки, частина Закавказзя, значні території в Європі: Греція, Болгарія та Сербія. Васалами османів є Волощина та Молдова.
Священна Римська імперія — наймогутніша держава Європи. Її територія охоплює, крім німецьких земель, Угорщину з Хорватією, Богемію, Північну Італію. Її імператором є Фердинанд II з родини Габсбургів (до 1637). На території імперії триває Тридцятирічна війна.
Габсбург Філіп IV Великий є королем Іспанії (до 1665) та Португалії. Йому належать Іспанські Нідерланди, південь Італії, Нова Іспанія, Нова Гранада та Нова Кастилія в Америці, Філіппіни. Португалія, попри правління іспанського короля, залишається незалежною. Вона має володіння в Бразилії, в Африці, в Індії, на Цейлоні, в Індійському океані й Індонезії.
Північ Нідерландів займає Республіка Об'єднаних провінцій. Король Франції — Людовик XIII Справедливий (до 1643). Королем Англії є Яків I Стюарт (до 1625). Король Данії та Норвегії — Кристіан IV Данський (до 1648), Швеції — Густав II Адольф (до 1632). На Апеннінському півострові незалежні Венеціанська республіка та Папська область.
Королем Речі Посполитої, якій належать українські землі, є Сигізмунд III Ваза (до 1632). На півдні України існує Запорозька Січ.
Царем Московії є Михайло Романов (до 1645). Існують Кримське ханство, Ногайська орда.
Шахом Ірану є сефевід Аббас I Великий (до 1629).
Значними державами Індостану є Імперія Великих Моголів, Біджапурський султанат, султанат Голконда, Віджаянагара. У Китаї править династія Мін, маньчжури утворили династію Пізня Цзінь. У Японії триває період Едо.

## Події

### В Україні
- Король Сигізмунд III Ваза дозволив корсунським міщанам на пустищі осадити місто Лисянку (нині селище міського типу, районний центр однойменного району Черкащини).
- Запорозькі козаки ходили морем на допомогу донським. Французький посол де Сезі про ці походи писав до Парижа так: «Поява 4 козацьких човнів викликала більшу розгубленість, ніж якби з'явилася чума — так вони бояться козаків…»[1]
- Вдалий похід на Перекоп під орудою реєстрового козацького гетьмана (1622—1628 з перервами) Михайла Дорошенка.

### У світі

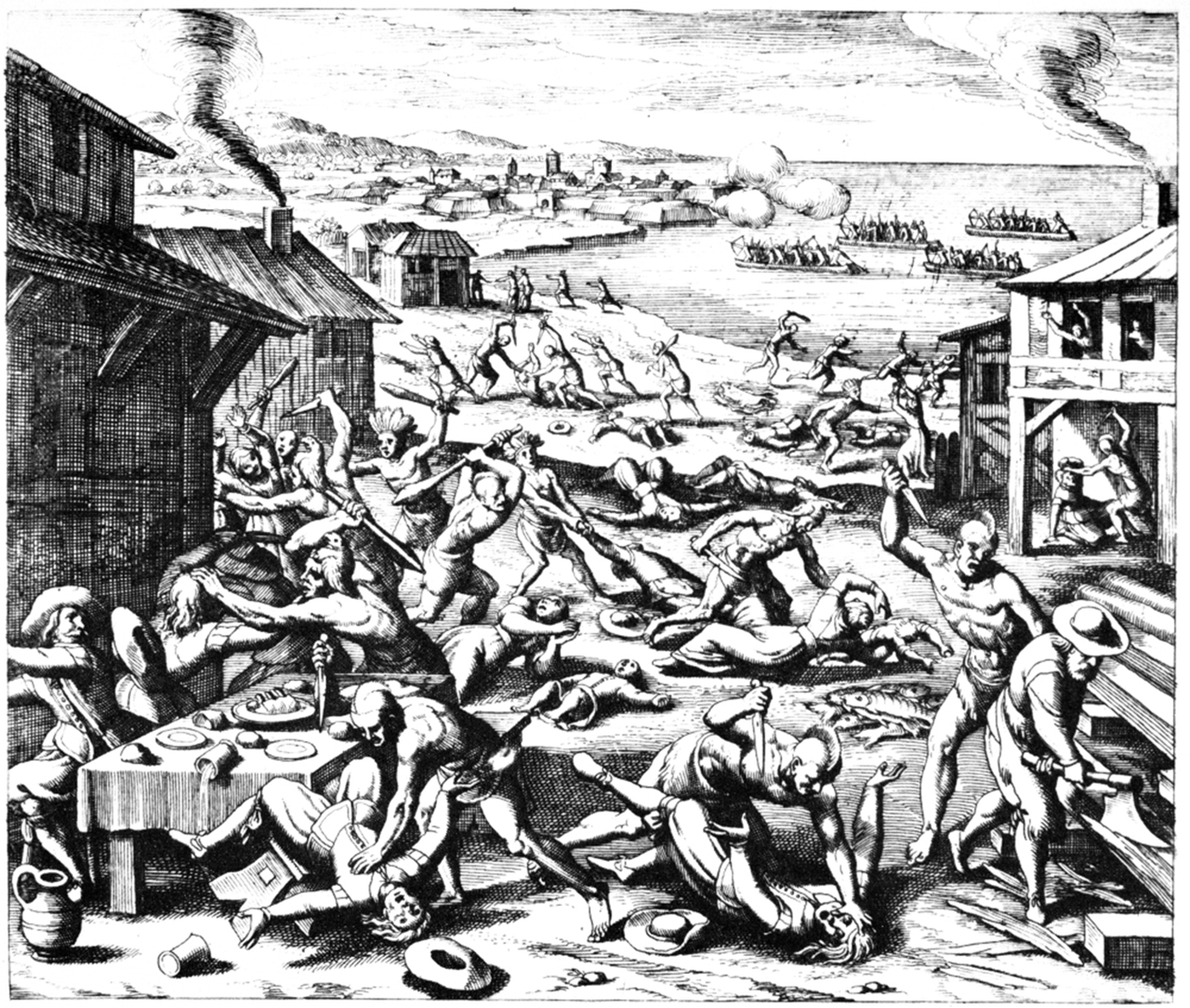
Напад індіанців на Джейстаун.

- Папська канцелярія офіційно визнала 1 січня початком року (до того новий рік відраховувався від 25 березня).
- Папа Григорій XV беатифікував Ігнатія Лойолу, Франциска Ксав'єра, Терезу Авільську, Ісидора Мадридського, Філіпо Нері.
- 20 травня яничари задушили султана Османа II. На трон повернувся, всупереч власному бажанню, душевно хворий Мустафа I.
- Тридцятирічна війна:
  - Військові дії в основному відбувалися в Пфальці. Протестантські сили очолював Ернст Мансфельд, на чолі католиків стояли Йоганн Церклас Тіллі та Гонсало Фернандес де Кордова.
  - 27 квітня протестанти здобули перемогу над загоном Тіллі під Мінгольсгаймом, але Тіллі незабаром з'єднався із іспанським загоном Кордови.
  - 6 травня військо Тіллі майже повністю знищило протестантські сили Георга Фрідріха Баден-Дурлаха під Вімпфеном.
  - 20 червня Тіллі здобув перемогу під Гехстом.
  - 13 липня Фрідріх V Пфальцький розірвав контракт із Мансфельдом, який не зміг зняти облогу Гайдельберга. Мансфельд незабаром найнявся до нідерландців.
  - 19 вересня Тіллі взяв Гайдельберг.
- Англійський король Яків I розпустив Парламент.
- Рішельє отримав сан кардинала.
- Повстання гугенотів у Франції завершилося підписанням у Монпельє угоди, що загалом відповідала Нантському едикту.
- У Парижі з'явилися афіші розенкрейцерів.
- Триває Вісімдесятирічна війна. 18 липня іспанські війська під командуванням Амброзіо Спіноли взяли в облогу Берген-оп-Зом, але 2 жовтня Моріц Оранський та Ернст фон Мансфельд зняли облогу.
- 22 березня індіанці племені поватан було знищили 350 білих колоністів у Вірджинії, чверть населення колонії. Напад очолював вождь племені Опечанкану, котрий у такий спосіб намагався залякати англійців і припинити колонізацію індіанських земель.
- Англійці в союзі з персами захопили у португальців Ормуз.
- Португальці відбили напад нідерландського флоту на Макао.
- Перський шах Аббас I Великий захопив у моголів Кандагар.
- У китайській провінції Шаньдун спалахнуло повстання Білого лотоса. До кінця року урядові війська династії Мін придушили повстання.
- У Ляодуні маньчжури придушили повстання ханьців.

## Народились
Див. також Категорія:Народились 1622
- 15 січня — Мольєр (Жан Батіст Поклен), французький драматург і актор

## Померли
Див. також Категорія:Померли 1622
- 20 квітня — Сагайдачний Петро, гетьман українського реєстрового козацтва
- 20 травня — Осман ІІ, османський султан